# Рио-Пуруско огърличено тити
Рио-Пуруското огърличено тити (Callicebus purinus) е вид бозайник от семейство Сакови (Pitheciidae).

## Разпространение
Видът е разпространен в Бразилия.